# Željko Pavličević
Željko Pavličević, (nacido el 26 de marzo de 1951 en Zagreb, Croacia) es un entrenador de baloncesto croata. 

## Trayectoria entrenador
- Cibona Zagreb (1984-1986)
- Club Baloncesto OAR Ferrol (1986-1989)
- Saski Baskonia (1989)
- KK Split (1990-1991)
- Panathinaikos BC (1991-1993)
- KK Split (1997)
- Japón (2003-2006)
- KK Zagreb (2007-2008)

## Palmarés
- Liga de Yugoslavia: 2

Cibona de Zagreb: 1984-85
KK Split: 1990-91
- Copa de Yugoslavia: 1

KK Split: 1991
- Euroliga: 2

Cibona de Zagreb:   1986.
KK Split: 1991.
- Copa de Croacia: 1

KK Zagreb: 2008